# Netmarble
Netmarble Corp. (кор. 넷마블컴퍼니) — компанія з розробки відеоігор на мобільні платформи. Найбільша подібна компанія у Республіці Корея. Netmarble була заснована у 2000 році Баном Джуном Хойоком.

## Список ігор
- BTS WORLD
- District 187: Sin Streets
- Dragon Ball Online (드래곤볼 온라인)
- Grandchase (그랜드체이스)
- GunZ: The Duel (건즈 더 듀얼)
- The King of Fighters All Star
- Lineage 2: Revolution
- Marvel: Future Fight
- Marvel: Future Revolution
- Penta Storm (펜타스톰) (Arena of Valor in Europe and America)
- Prius Online
- Queen's Blade (Scarlet Blade in Europe and America)
- SD Gundam Capsule Fighter
- Seven Knights (세븐나이츠)
- Star Wars: Force Arena
- Uncharted Waters Online
- WonderKing Online
- RF Online
- 2 Worlds: Cross Worlds (제 2의 나라)[2]